# Mayaheros aguadae
 Mayaheros aguadae — прісноводий вид окунеподібних риб родини цихлові (Cichlidae).

## Етимологія
Видова назва — від ісп. "aguada", яке у мексиканців має значення «колодязь».

## Ареал
Центральна Америка, Атлантичний схил. Типовий екземпляр виловлений в природному колодязі біля міста Tuxpeña, штат Кампече, Мексика.

## Зовнішній вигляд
Типовий екземпляр — 9,5 см довжиною тіла. Імовірно, зростають до істотно великих розмірів. Забарвлення — аналогічно  'Cichlasoma' urophthalmus. Відмінності (Hubbs, 1936) : темні вертикальні смуги ширші, ніж просвіти між ними.